# 森川大輝
森川 大輝（もりかわ だいき、1997年10月16日 - ）は、日本の俳優。スーパーエキセントリックシアター（SET）映画放送部Jr.（ジュニア）所属。大阪府出身。血液型はA型。男性エンターテインメントユニットGrab"A"（グラバ）の元メンバー。

## 経歴
- 2018年 スーパーエキセントリックシアターボイスアクターズコース第4期レッスン生。
- 2018年7月29日 スーパーエキセントリックシアター所属の7人組新ユニット『Grab"A"』結成、メンバーの１人。

## 人物
- Grab"A"でのキャッチコピーは「素朴なプリンス」、カラーは「白」。
- 紅茶が好きで、たくさんのコレクションがあるとLINE LIVE、YouTubeなどで語っている。

## 出演

### 舞台
- アドリブ心理劇・レジスタンスイレブン～ハロウィンを守り抜け～  コフレリオ新宿シアター[1]
  - 2018年10月10日 ライブパート Grab"A"で出演
  - 2018年10月12日 本編ゲスト出演
- アドリブ心理劇・レジスタンスイレブン～クリスマスを守り抜け～  コフレリオ新宿シアター[2]
  - 2018年12月11日・12日・14日 本編出演
  - 2018年12月12日 ライブパート Grab"A"で出演
- SPECTACLE STAGE『W'z《ウィズ》』（2019年4月10日 ｰ 14日、シアターサンモール）ハヤテ役[3]
- 最遊記歌劇伝 -Darkness（2019年6月6日 ｰ 14日、ヒューリックホール東京）[4]
- 2.5次元ダンスライブ｢ALIVESTAGE」Episode2 月花神楽（2019年11月8日 - 17日、ヒューリックホール東京）[5]
- 悪因悪果（2020年3月4日 - 8日、俳優座劇場）
- この度舞台『逆転裁判2020』〜逆転のパラレルワールド〜（2021年5月13日 - 23日、シアター1010）※公演中止
- 『家庭教師はヒットマンREBORN!』the STAGEー隠し弾ー（2020年11月7日 - 15日、天王洲 銀河劇場 / 2020年11月19日 - 22日、京都劇場）[6]
- CONTE STAGE「喫茶店の猿」（2021年7月22日 - 25日、池袋西口 GEKIBA）
- 安達健太郎と役者が漫才とトークするLIVE（2021年8月21日、池袋西口 GEKIBA）
- CONTE STAGE「校庭の犬」（2021年10月15日 - 17日、池袋西口 GEKIBA）
- 舞台『夜明けのうた』（2022年1月13日 - 16日、渋谷区文化総合センター大和田さくらホール）[7]
- 2.5次元ダンスライブ｢ALIVESTAGE」Episode6 Gift（2022年3月18日 - 27日、ヒューリックホール東京）[8]
- 無用の犬〜侍夕闇終煌〜（2022年5月4日 - 8日、「劇」小劇場）
- 舞台『DARKNESS HEELS～THE LIVE～2022』（2022年9月15日 - 20日、シアター1010）[9]
- 2.5次元ダンスライブ｢ALIVESTAGE」Episode7 斬心 -霖雨蒼生-（2023年1月20日 - 29日、ヒューリックホール東京）[10]
- 「魔入りました！入間くん」THE STAGE（2023年5月24日 - 28日、東京ドームシティ シアターGロッソ）[11]
  - 「魔入りました！入間くん」THE STAGE 再演（2024年8月30日 - 9月8日、東京ドームシティ シアターGロッソ）[12]
- ミステリーナイト2023  DECEPTION～彼が騙された夜～（大阪公演：2023年9月9日 - 10日、東京公演：リーガロイヤルホテル/2023年9月23日 - 日、都市センターホテル/福岡公演：2023年10月14日、電気ビルみらいホール）[13]
- 華Doll*THE STAGE -Another Universe-Part.2（2023年10月28日 - 11月5日、アニメイトシアター）[14]
- モンスター・コールズ（2024年2月10日 - 3月3日、PARCO劇場 / 3月8日 - 17日、COOL JAPAN PARK OSAKA WWホール）[15]

### 映画
- 秩父鉄道120周年記念オリジナル映画「茶子(チャコ)の駅員物語」出演（2019年）

### TV
- 金田一少年の事件簿 オペラ座間のファントムの殺人解説編（2022年、日本テレビ）
- 相棒 season22 第一話『無敵の人』（2023年、テレビ朝日）